# ラブロ片町
ラブロ片町（ラブロかたまち、英語: LABBRO KATAMACHI）は、石川県金沢市片町にかつてあった複合商業施設である。

## 概要
金沢随一の繁華街のひとつ片町地区に地場百貨店「大和」の前身百貨店のひとつである宮市百貨店金沢本店として1923年（大正12年）10月15日に開業（1930年（昭和5年）8月、「宮市大丸百貨店金沢本店」に改名）。1934年（昭和9年）に宮市大丸百貨店と丸越百貨店との合併で新たに誕生した大和の初代金沢本店としてリニューアル開業を遂げ、1986年（昭和61年）まで使用されていた。
その間10回ほど増改築を行って1972年（昭和47年）に現在と同じ10階建てビルとなり、1986年（昭和61年）9月に同市内香林坊のアトリオに大和の店舗機能を移転後、11月から専門店を中心とする「ラブロ片町」として開業した。
大和100%出資子会社の株式会社ディー・アンド・シーが運営を行い、大和の本社事務所が引き続き同ビルの7階から9階に所在していた。
2006年（平成18年）11月2日に金沢フォーラスが開業し、ABCマート、タワーレコード、島村楽器、ユニクロなどが閉店、2011年（平成23年）3月にスターバックスコーヒーが閉店するなど晩年はテナントの出退店が続き、苦戦していた。
2011年（平成23年）5月1日付で大和の社内に社長の宮二朗を委員長とする「ラブロ再開発準備委員会」が設置されて周辺の地権者と構成した「片町A地区再生推進協議会」で商業施設をベースとする整備構想を取りまとめ、金沢市の2012年（平成24年）度当初予算案に周辺ビル約10棟を含む地区の再開発計画の策定支援費500万円が計上されるなど建替え構想が浮上した。
2013年（平成25年）10月10日から「閉店売りつくしセール」を行い、2014年（平成26年）3月16日に閉店となった。
当施設跡地を含む再開発を行うため、片町A地区市街地再開発組合が設立され、2015年（平成27年）9月18日に再開発ビル「片町きらら」が開業した。

## 各階フロア構成
閉店売りつくしセールを始める前の2013年（平成25年）夏時点のフロア構成である。閉店売りつくしセールを始めた10月ごろには多くの店が閉店していて、店舗構成は大きく変わっていた。
| 階                                         | フロア概要 |
| ------------------------------------------ | --- |
| 10F（小型塔屋1F）、小型屋上（閉鎖）        | 大和本社フロア（関係者のみ） |
| 9F（大型塔屋2F）                           | 大和本社フロア（関係者のみ） |
| 8F（大型塔屋1F）、大型屋上（通常時は閉鎖） | 旧緑の広場（ラブロ片町閉店・建物解体目前であった2013年（平成25年）7月～9月の3ヶ月間、屋上ビアホールとして一般客に再開放された）、バックヤードおよび大和本社フロア（関係者のみ）、鳥居、創業者記念碑                                                            |
| 7F                                         | アートシアターいしかわ、バックヤードおよび大和本社フロア（関係者のみ） |
| 6F                                         | 三美創ビューティースタジオ、バックヤードおよび大和本社フロア（関係者のみ） |
| 5F                                         | 大江知恵子の占いぷらざサン、ソーイングショップ松田、献血ルームラブロ、ミルス産婦人科クリニック、バックヤードおよび大和本社フロア（関係者のみ） |
| 4F                                         | リフォーム シチジョウ、ラブロ倶楽部カウンター、バックヤードおよび大和本社フロア（関係者のみ） |
| 3F                                         | ブティック ラコステ、イオリ、サロン・ド・テ・エッセ、バックヤードおよび大和本社フロア（関係者のみ） |
| 2F                                         | ココルル、イーハイフンワールドギャラリー、スキニーリップ、BG、U.D.A、ガスプ、3びきの子ねこ、キキ・ドット・コム、エメ フィール、シュリ・ガネーシャ、シューズショップ トゥルース、バックヤードおよび大和本社フロア（関係者のみ）                                 |
| 1F                                         | ジャイロホワイト、ロペピクニック、アースミュージック&エコロジー、カーネリアン、ページボーイ、アーニー アーノルド パーマー、CRUSH、コンセプト、ジェリーガールショップ金沢店、トルク、ファニーストーリー、ぶーけ、バックヤードおよび大和本社フロア（関係者のみ） |
| B1F                                        | ヴィレッジヴァンガード、みるくモーモ、カフェ＆レストラン キャピタル、バックヤードおよび大和本社フロア（関係者のみ） |

1階の入口入ってすぐの場所には有人の窓口があり、駐車券サービスやICaのエコポイントサービス（現在はエコポイントサービス廃止）などを行っていた。
かつて4階にあったタワーレコード、ABCマート、島村楽器はいずれも金沢駅東口の金沢フォーラスへ、ユニクロは香林坊東急スクエアへ、B1階のヴィレッジヴァンガードは金沢パティオへ移転した。

### 大和 旧金沢本店時代の各階フロア構成
| 階                                        | フロア概要 |
| ----------------------------------------- | --- |
| 10F（小型塔屋1F）、小型屋上（関係者のみ） | 大和本社フロア（関係者のみ）、街頭放送用ラウドスピーカー（複数台、設置） |
| 9F（大型塔屋2F）                          | 展望食堂（クラウン）→屋内型展望ラウンジ（スカイクラウン）、バックヤードおよび大和本社フロア（関係者のみ） |
| 8F（大型塔屋1F）、大型屋上                | 屋上遊園地（ファミリーランド→プレイランド。小型モノレール遊具機など設置。参考画像1（再現ジオラマ）、参考画像2（再現ジオラマ））、緑の広場、ペットショップ、ゲームコーナー、鳥居、創業者記念碑、バックヤードおよび大和本社フロア（関係者のみ） |
| 7F                                        | ホールと食堂の街（直営デパート食堂（レストランダイワ）、ラーメン店（ぽてちゅう）、加賀能登郷土料理店（魚半）、喫茶店（珈琲館）、映画館（大和劇場。東映配給作品専用）→ホール、喫煙所、人造泉（地階に配置された「落水オブジェ」の水源機能を果たす。トレヴィの泉の様に、多数の硬貨が一般客により投げ入れられていた））、バックヤードおよび大和本社フロア（関係者のみ） |
| 6F                                        | Pecとおもちゃの街（書籍、レコード、楽器店、玩具（5Fに配置された時期も有り）、寝具売り場、子供服）、バックヤードおよび大和本社フロア（関係者のみ） |
| 5F                                        | 住まいと暮らしの街（電化製品）、バックヤードおよび大和本社フロア（関係者のみ） |
| 4F                                        | 子供と着物の街（紳士ファッション）、バックヤードおよび大和本社フロア（関係者のみ） |
| 3F                                        | ファッションの街（婦人ファッション）、バックヤードおよび大和本社フロア（関係者のみ） |
| 2F                                        | レジャーと男の街（婦人ファッション、紳士服）、バックヤードおよび大和本社フロア（関係者のみ） |
| 1F                                        | 銘店街とおしゃれの街（婦人ファッション、洋菓子・和菓子、靴屋）、バックヤードおよび大和本社フロア（関係者のみ） |
| B1F                                       | 味覚の街（デパ地下様式食品街、飴を満載配置したラウンド菓子什器、落水オブジェ）、バックヤードおよび大和本社フロア（関係者のみ） |

## 周辺
- 片町商店街
- プレーゴ
- 竪町商店街（タテマチストリート）
- 金沢パティオ
- KOHRINBO109（現在の香林坊東急スクエア）
- 香林坊アトリオ
- 大和香林坊店（二代目本店）

## 交通アクセス
路線バス
北陸鉄道またはまちバス「片町」バス停下車すぐ目の前。